# 23030 Jimkennedy
23030 Jimkennedy è un asteroide della fascia principale. Scoperto nel 1999, presenta un'orbita caratterizzata da un semiasse maggiore pari a 2,9679912 UA e da un'eccentricità di 0,1224618, inclinata di 16,04241° rispetto all'eclittica.